# Decio Guicciardi
Decio Guicciardi (Arona, 1870 – Milano, 15 settembre 1918) è stato un commediografo italiano, esponente del teatro dialettale milanese.

## Biografia
Figlio di Luigi, della nobile famiglia valtellinese dei Guicciardi, e di Angela Saracchi, Decio Guicciardi fu per anni professore di greco e latino prima di dedicarsi completamente alla scrittura di opere teatrali esordendo nel 1894 con la commedia Tosann che fa crusca.
Collaboratore di Carlo Bertolazzi, con il quale fondò nel 1901 la Società del Teatro Milanese, Guicciardi fu uno dei più importanti esponenti del teatro dialettale meneghino, scrivendo opere come El talenton de cà (1897), La torta (1901) e La lengua de can (1905), nelle quali, privilegiando un teatro di analisi ispirato ai suoi ideali socialisti, rende protagonista la piccola borghesia dell'epoca, con tutti i suoi desideri di evasione e di riscossa sociale.
Dopo il successo de La lengua de can, Guicciardi scrisse opere solo in lingua italiana.  Di questo periodo sono infatti Krumiro (1905), L'ultimo (1907) e Vite Nuove (1908).
Sposato con Irene Cattaneo, nel 1896 nacque il figlio Emilio, che seguendo le orme del padre divenne poeta e giornalista.